# День государственности Сербии
День государственности Сербии — Сретенье — государственный праздник Республики Сербия, который празднуется 15 и 16 февраля. Установлен в честь дня, когда на сборе в селе Орашац в 1804 году было начато Первое сербское восстание и Сербская революция, также празднуется как День конституции Сербии в память дня принятия Сербской конституции 1835 года — «Сретенского устава» в Крагуевце на христианский праздник Сретенье. Считается самой важной датой в политическом, культурном и историческом календаре Сербии.
День государственности Сербии праздновался в Княжестве и Королевстве Сербия до становления Королевства сербов хорватов и словенцев, после чего был отменён. Как государственный праздник в Республике Сербия был возвращен 10 июля 2001 г, празднуется с 2002 года. В период с 1990 до 2001 гг. День государственности Сербии в составе Союзной Республики Югославия праздновался 28 марта, в честь дня, когда в 1989 году Скупщина Социалистической Республики Сербии приняла поправки к конституции Сербии, значительно ограничившие самоуправление автономных краёв Воеводины и Косова и Метохии.
В период с 1945 до 1990 гг. как единый республиканский праздник в Социалистической Республике Сербия отмечался День восстания народа Сербии (серб. Дан устанка народа Србије) в честь акции Валевского партизанского отряда, который также был отменён в 2001 году.